# Zabrotes achiote
Zabrotes achiote is een keversoort uit de familie bladkevers (Chrysomelidae). De wetenschappelijke naam van de soort werd in 2000 gepubliceerd door Romero & Johnson.